# Frate Leone

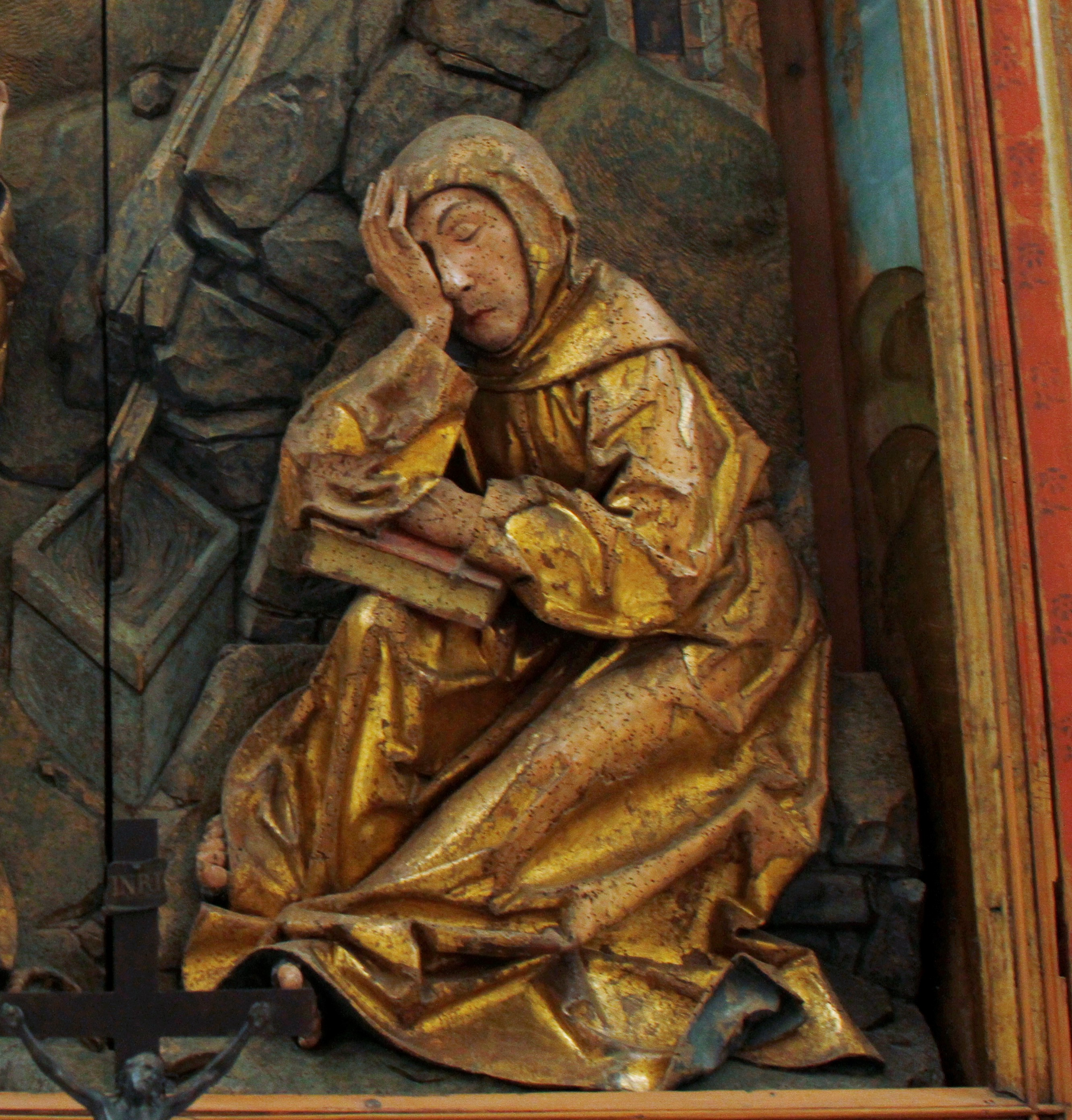
Frate Leone (dettaglio della pala d'altare del convento dei Francescani di Rothenburg ob der Tauber).

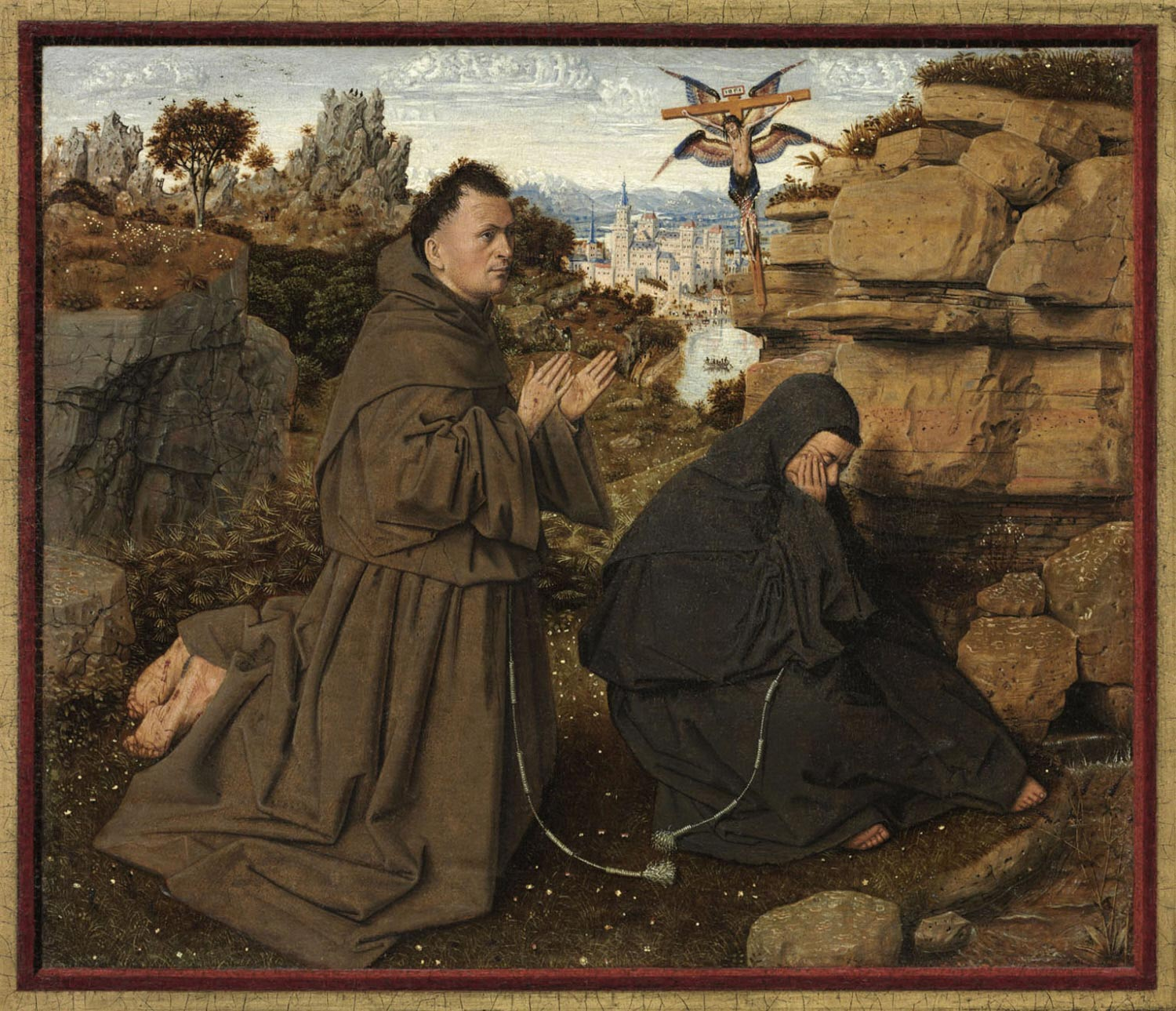
Jan van Eyck, Stigmate di san Francesco (1430-32; Philadelphia Museum of Art). Frate Leone è sulla destra assopito su una roccia.

Frate Leone (Assisi, 1195 – Assisi, tra il 13 e il 15 novembre 1271) è stato un religioso italiano. Fu prete presso Viterbo, poi tra i compagni della seconda ora di Francesco d'Assisi.

## Biografia
Sebbene non fosse uno dei dodici compagni originari di Francesco d'Assisi, frate Leone fu uno dei primi ad unirsi a lui dopo l'approvazione della prima Regola dei Frati Minori (1209-1210) e forse era già sacerdote. Col tempo divenne confessore e segretario di Francesco, e dal 1220 circa fino alla morte fu il suo compagno costante: era con Francesco quando quest'ultimo si ritirò a Fonte Colombo vicino a Rieti nel 1223 per riscrivere la regola dell'ordine, e lo accompagnò nel suo successivo viaggio a Roma per chiederne l'approvazione. L'anno seguente, Leone era presente sul Monte della Verna quando Francesco ricevette le stimmate. Francesco lo chiamava "Pecorella di Dio" per la semplicità e la tenerezza di Leone. Leone assistette Francesco durante la sua ultima malattia.
Fu vicino a Francesco durante importanti momenti della sua vita, in particolare negli ultimi anni presso il Santuario della Verna, momenti in cui chiese a Francesco di scrivere una benedizione personale (Benedictio fratris Leonis) e una lode a Dio (Laudes Dei altissimi). Egli scrisse quanto richiesto su una carta (chiamata "Chartula fratri Leoni", ovvero "Foglietto di Frate Leone"), l'una sul fronte, l'altra sul retro. Il documento è conservato in ottime condizioni presso la Basilica inferiore d'Assisi, nella cappella delle reliquie.
Altro documento che testimonia la stretta relazione con Francesco è la cosiddetta Lettera spoletina, un documento autografo su pergamena conservato presso il  Duomo di Spoleto.
Dopo la Regola, i documenti autografi di Francesco sono tra le fonti francescane più importanti.
Dopo la morte di Francesco, Leone divenne il "geloso custode della pura tradizione, difensore dell'ideale primitivo del Santo", entrando in conflitto con coloro che considerava traditori di Francesco e del suo ideale di povertà, in particolare Elia da Cortona, all'epoca Ministro generale dell'Ordine dei Frati Minori: protestò contro la raccolta di denaro per l'erezione della Basilica di San Francesco e ruppe in pezzi la cassa di marmo che Elia aveva eretto per le offerte per il completamento della basilica di Assisi. Per questo Elia lo fece flagellare, una mossa impopolare che consolidò l'opposizione a Elia.
Leone si ritirò quindi in un eremo dell'ordine. Assistette alla morte di Chiara d'Assisi nel 1253. Dopo aver sofferto molte persecuzioni da parte del partito dominante nell'ordine, morì alla Porziuncola in estrema vecchiaia, e le sue spoglie sono sepolte nella Basilica di San Francesco.
Molto di ciò che si sa di lui è stato raccolto da Paul Sabatier nella Introduzione allo Speculum perfectionis (Lo specchio della perfezione). Probabilmente è stato compilato dopo la sua morte sulla base dei racconti da lui forniti e dei suoi scritti.

## Lettera a frate Leone (Assisi)

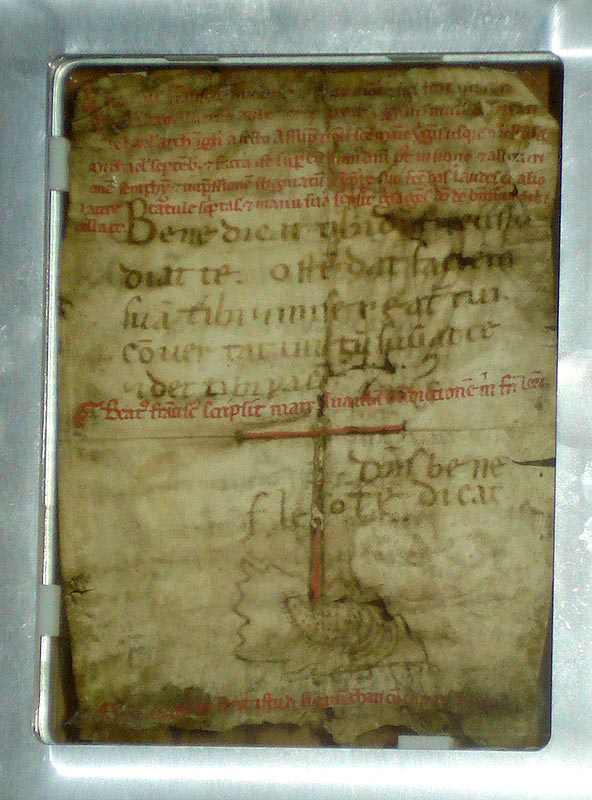
Benedizione a frate Leone, autografa.

### Benedictio fratris Leonis
Nel 1224, due anni prima della morte di Francesco, Frate Leone fu colpito da una crisi spirituale e chiese al santo una preghiera di aiuto. Francesco dettò queste parole:

### Laudes Dei altissimi
Dopo una profonda meditazione, Francesco sentì il bisogno di trascrivere su carta i suoi pensieri e le sue lodi a Dio:
Tu es fortis, tu es magnus tu es altissimus, tu es rex omni-

potens, tu pater sancte, rex caeli et terrae. Tu es trinus et unus Dominus Deus deorum, tu es bonum, omne bonum, summum bonum, Dominus Deus vivus et verus.

Tu es amor, caritas; tu es sapientia, tu es umilitas, tu es patientia, tu es pulchritudo, tu es mansuetudo; tu es securitas, tu es quietas, tu es gaudium, tu es spes nostra et letitia, tu es iustitia, tu es tempe-

rantia, tu es omnia divitia nostra ad sufficientiam. Tu es pulcritudo, tu es mansuetudo, tu es protector, tu es custos et defensor noster;

tu es fortitudo, tu es refrigerium. Tu es spes nostra, tu es fides nostra, tu es caritas nostra, tu es tota dulcedo nostra, tu es vita aeterna nostra: Magnus et admirabilis Dominus, Deus omnipotens, misericors Salvator..»
Tu sei forte, tu sei grande, tu sei altissimo, tu sei onnipotente, tu Padre Santo, re del cielo e della terra.

Tu sei trino e uno, Signore, Dio degli dei. Tu sei il bene, ogni bene, il sommo bene, il Signore Dio vivo e vero.

Tu sei amore, carità; tu sei sapienza, tu sei umiltà, tu sei pazienza, tu sei bellezza, tu sei mansuetudine, tu sei sicurezza, tu sei quiete, tu sei gioia, tu sei nostra speranza e letizia, tu sei giustizia, tu sei temperanza, tu sei ogni nostra ricchezza in sovrabbondanza.

Tu sei bellezza, tu sei mansuetudine; tu sei protettore, tu sei nostro custode e difensore, tu sei fortezza, tu sei refrigerio.
 
Tu sei la nostra speranza, tu sei la nostra fede, tu sei la nostra carità, tu sei tutta la nostra dolcezza, tu sei la nostra vita eterna, o Signore grande e mirabile, Dio onnipotente, misericordioso salvatore.»

## Lettera a frate Leone (Spoleto)
La lettera a frate Leone è un testo autografo di Francesco d'Assisi destinato a frate Leone.
La lettera è stata scritta su pergamena tratta da pelle di capra ed è grande 13×6 cm, oggi conservata entro un tabernacolo - tempietto del XIX secolo presso il duomo di Spoleto. La lettera riporta l'aiuto e il sostegno spirituale di Francesco nei confronti del fratello in crisi, similmente come già effettuato con la Chartula fratri Leonis.
Il testo della lettera: